# Dech života
Film Dech života měl premiéru v roce 1987 a je 15. bondovkou. Roli agenta 007 Jamese Bonda zde poprvé ztvárnil britský herec Timothy Dalton. Název filmu pochází z povídky Iana Fleminga Chobotnička a Dech života.

## Děj filmu
James Bond se spolu s dalšími tajnými agenty účastní cvičení na Gibraltaru, při kterém jsou dva z nich zabiti neznámým útočníkem, kterého Bond při následné honičce zabije.
Poté James Bond putuje do Bratislavy, kde pomáhá sovětskému generálovi Georgiji Koskovovi při zběhnutí na Západ. Koskov vyzrazuje plány šéfa KGB Leonida Puškina na znovuoživení organizace Směrť špionam (SMĚRŠ), která má za cíl likvidaci západních agentů. Poté je Koskov neznámo kam unesen. Bond je pověřen odstraněním Puškina.
Putuje zpět do Bratislavy, kde se setkává s československou přítelkyní Koskova Karou Milovy, od které chce získat informace o aktivitách Koskova. Pomůže jí, pronásledován žigulíky Veřejné bezpečnosti, prchnout velehorami za Bratislavou do Vídně. Pak ale pojímá podezření, že Puškin je pro Koskova nepohodlný a má být zlikvidován z jiného důvodu, než jsou jeho aktivity v SMĚRŠi, odhaluje i napojení Koskova na obchodníka se zbraněmi Brada Whitakera. V marockém Tangeru, kde je Puškin na mezinárodní konferenci, proto zosnuje jeho fingovanou veřejnou vraždu, aby mohl dál pracovat na případu a nemusel přitom Puškina zlikvidovat. Poté je Koskovem spolu s Karou unesen do Afghánistánu, kde právě probíhá sovětská okupace. Bond má být uvězněn a obviněn ze špionáže, podaří se mu ale uprchnout. Za pomoci mudžáhidů je svědkem nákupu drog, které chce Koskov prodat v USA. Peníze, které Koskovovi svěřili Sověti na nákup zbraní u Whitakera, tak může rychle znásobit, Rusům dodat zbraně a vysoký zisk si ponechat. Bond však zničí letadlo, které všechno opium převáželo. V Tangeru se mu podaří ,s pomocí Puškina zlikvidovat i samotného Whitakera a Koskov, který u něj pobýval, je zajat a odveden Sověty, přičemž je naznačeno, že bude popraven.
Na konci se James Bond opět setkává s Karou, která je jako úspěšná violoncellistka na světovém turné. V závěru se objevuje i bývalý šéf KGB a Bondův starý známý a protivník generál Gogol, který nyní pracuje v diplomacii.

## Zajímavosti
- Film byl uveden do českých kin až v roce 1992 jako vůbec první bondovka
- Jako kulisy Bratislavy, která tehdy ležela za železnou oponou, posloužily ulice Vídně. (Ze začátku filmu je například pod titulkem "Bratislava" vidět vídeňská Volksoper na ulici Währinger Straße včetně projíždějících červených vídeňských tramvají typu E2.) Československo neudělilo povolení k natáčení, přestože filmaři nabídli 1 milion dolarů
- Při jedné z honiček účinkují i žluto-bílé vozy československé Veřejné bezpečnosti
- Bondovy vozy: Aston Martin V8 Vantage a Aston Martin V8 Vantage Volante v roli jednoho vozu; po jeho zničení Audi 200 a v Tangeru Audi 200 Avant

## Soundtrack
Soundtrack bondovky je skladatel John Barry. Titulní píseň k filmu nazpívala skupina A-ha, která si však se skladatelem nesedla. Proto vznikly dvě verze úvodní písně.